# Nicolás Figal
Jorge Nicolás Figal (ur. 3 kwietnia 1994 w Américe) – argentyński piłkarz występujący na pozycji środkowego obrońcy, od 2022 roku zawodnik Boca Juniors.
W 2017 roku został zawieszony przez CONMEBOL na dziewięć miesięcy po wykryciu w jego organizmie niedozwolonej substancji (diuretyk).